# داستان پیشاتاریخ
داستان پیشاتاریخ (انگلیسی: Prehistoric fiction)، یک زیرژانر علمی-تخیلی است که در آن داستان در دوره زمانی قبل از وجود اسناد مکتوب به نام پیشاتاریخ می‌گذرد. به عنوان به‌عنوان یک ژانر تخیلی، توصیف واقع‌گرایانه موضوع متفاوت است، بدون اینکه لزوماً تعهدی برای توسعه یک گزارش عینی انسان‌شناسی داشته باشد. به همین دلیل، ممکن است نویسنده داستان‌های پیش از تاریخ با آزادی بسیار بیشتری نسبت به نویسنده یک داستان تاریخی به موضوع آنها بپردازد و این ژانر نیز با ادبیات گمانه‌زن ارتباط داشته باشد.
در بسیاری از روایات، انسانها و دایناسورها با هم زندگی می‌کنند، علی‌رغم انقراض دایناسورها و تکامل انسان‌ها که میلیون‌ها سال از هم جدا شده‌اند. دیرینه‌شناس بیورن کورتن اصطلاح «دیرینه داستان» را برای تعریف آثار خود ابداع کرد.